# جو باور (مهندس)
جو باور (بالألمانية: Jo Bauer)‏ (و. 1961  م) هو مهندس ألماني.